# Els nens de les panotxes
Els nens de les panotxes (originalment Stephen King's Children of the Corn) és una pel·lícula estatunidenca de 1984 dirigida per Fritz Kiersch, i basada en el relat curt homònim escrit per Stephen King. Es va doblar en català i emetre per TV3 l'any 1989.

## Argument
Burt (Peter Horton) i Vicky (Linda Hamilton) són una parella jove que està de viatge pel país. S'aturen a Gatlin, una petita localitat (fictícia) de Nebraska i descobreixen que els nens del poble maten els adults a petició d'Isaac (John Franklin), un nen predicador que parla en nom d'un dimoni que s'amaga als camps de blat de moro.

## Repartiment
- Peter Horton: Burt Stanton
- Linda Hamilton: Vicky Baxter
- R.G. Armstrong: Diehl
- John Franklin: Isaac Chroner
- Courtney Gains: Malachai Boardman
- John Philbin: Richard 'Amos' Deigan
- Anne Marie McEvoy: Sarah

## Recepció
La pel·lícula va tenir mala rebuda i males crítiques; Roger Ebert li va atorgar només una estrella, i a Rotten Tomatoes ha assolit un 39% en el "tomatometer" amb un total de 23 opinions rebudes. Els nens de les panotxes va recaptar un total de 14.568.989$.

## Seqüeles
- Els nens de les panotxes 2: La collita maleïda (Children of the Corn II: The Final Sacrifice) (1993)
- Els nens de les panotxes 3 (Children of the Corn III: Urban Harvest) (1995)
- Els nens de les panotxes: La reunió (Children of the Corn IV: The Gathering) (1996)
- Children of the Corn V: Fields of Terror (1998)
- Children of the Corn 666: Isaac's Return (1999)
- Children of the Corn: Revelation (2001)
- Children of the Corn: Genesis (2011)
- Children of the Corn: Runaway (2018)
- Children of the Corn (2009), remake de la pel·lícula original.
- Children of the Corn (2020), reboot de la pel·lícula original.
- Disciples of the Crow (1983), primera adaptació del relat de Stephen King. Adaptació independent.